# Venera iz Petřkovica
Venera iz Petřkovica (češki: Petřkovická venuše ili Landecká venuše) je pretpovijesna figura Venere, mineralna figurica gole ženske figure, datirana oko 23.000 pr. Kr. (gravettienska industrija) u današnjoj Češkoj. Danas se figurica nalazi u Arheološkom institutu u Brnu. Između 7. veljače i 26. svibnja 2013. je bila izložena na izložbi Ledeno doba umjetnosti: dolazak modernog uma, u Britanskom muzeju u Londonu.

## Otkriće
Pronašao ju je 14. srpnja 1953. arheolog Bohuslav Klíma, u današnjim gradskim granicama Ostrave (Ostrava-Petřkovice), Šleska, u Češkoj Republici. Bila je ispod mamutskog kutnjaka u drevnom naselju lovaca na mamute. U blizini su pronađeni i mnogi kameni artefakti i ulomci kostura.

## Značajke
Kip je dimenzija 4,5 x 1,5 x 1,4 cm i bezglavi je trup žene isklesan od željezne rude (hematita). Jedinstveno među venerama, čini se da je odsutnost glave autorova namjera. Također, za razliku od ostalih pretpovijesnih figura Venere, prikazuje vitku mladu ženu ili djevojku s malim grudima.

## Vanjske poveznice
|  | Zajednički poslužitelj ima još gradiva o temi Petřkovická venuše |